# شهدای پنجگانه
شهدای پنجگانه ۵ تن از فقهای شیعه بوده‌اند که در دوره‌های مختلف در راه دفاع از مذهب و فقه شیعه بدست مخالفان کشته شده‌اند.
طبق نوشتهٔ عبدالحسین امینی در کتاب شهداء الفضیله، دانشمندان و شرح حال نویسان به استثنای شیخ بهائی که محقق کرکی را شهید ثالث نامیده‌است، مولی عبدالله تستری خراسانی م۹۹۷هـ را شهید ثالث می‌دانند و البته این لقب بعدها نیز در مورد قاضی نورالله شوشتری صاحب احقاق الحق و محمدتقی برغانی صاحب منهج الاجتهاد به کار رفته‌است.

## شهید اول
شهید اول؛ شیخ شمس الدین محمد بن مکی بن احمد عاملی نبطی جزینی معروف به شهید اول یکی از فقهای بزرگ شیعه است. او در سال ۷۳۴ هجری قمری، برابر ۷۱۲ خورشیدی، متولد و در سال ۷۸۶ هجری قمری، برابر ۷۶۳ خورشیدی، در دمشق به جرم گرایش به مذهب شیعه کشته شد. او از استادان بسیاری، مانند فخر المحققین پسر علامه حلی و سیّد ضیاءالدین عبدالله حلی و سید عمید الدین بن عبد المطلب حلی بهره گرفت.

## شهید ثانی
شهید ثانی؛ شیخ زین‌الدین بن علی بن احمد عاملی جُبَعی، معروف به شهید ثانی، از بزرگان فقهاء شیعه. زین‌الدین شهید ثانی در روز ۱۳ شوال سال ۹۱۱ هجری قمری، برابر ۲۷ اسفند ۸۸۴، در دهکدهٔ جبع (یا جباع) جبل عامل، در یک خاندان علمی به دنیا آمد و در ۹۶۶ قمری، برابر ۹۳۸ خورشیدی، شهید شده‌است.

## شهید ثالث
محمدتقی برغانی، کشته شده به سال: ۱۲۶۳ قمری، احتمالاً در قزوین، که بیشتر او را شهید ثالث و برخی او را شهید رابع می‌دانند. معمولاً در ایران وی و در هند سید نورالله حسینی شوشتری هر دو به شهید ثالث ملقبند و در ایران محمدباقر اصطهباناتی و در هند سید محمد سبزواری هر دو به شهید رابع ملقبد.
سید نورالله حسینی شوشتری کشته شده به سال: ۱۰۱۹ قمری در هند؛ که او نیز (بیشتر در میان مسلمانان هند) به شهید ثالث مشهور است.

## شهید رابع
محمدباقر اصطهباناتی، کشته شده به سال: ۱۳۲۶ قمری (۱۲۸۶ خورشیدی)، در شیراز؛ که بیشتر در میان شیعیان ایران به شهید رابع شهرت دارد. کتابی هم با نام شهید رابع پیرامون زندگی علمی و سیاسی این فیلسوف مشروطه خواه نوشته شده‌است. هر چند از نظر تاریخی پس از سید نورالله حسینی شوشتری گاه محمدتقی برغانی را نیز شهید رابع می‌دانند اما با توضیحات دربارهٔ شهید ثالث او بخصوص در ایران بیشتر به شهید ثالث مشهور است.
میرزا محمد کامل دهلوی، احتمالاً کشته شده در دهلی هند. که بیشتر در میان مسلمانان هند به شهید رابع شهرت دارد.
سید محمدمهدی خراسانی کشته شده بسال ۱۲۱۸ قمری در مشهد نیز بعنوان شهید رابع شناخته شده‌است.

## شهید خامس
شهید خامس سید محمدباقر صدر (زادهٔ ۱۳۱۳ ـ ۱۳۵۳ و درگذشتهٔ ۱۳۵۹ ـ ۱۴۰۰) فقیه شیعه و فعال سیاسی عراقی بود؛ که گاه به شهید خامس نیز لقب گرفته‌است.